# Claude Ancion
Claude Ancion (Louveigné, 21 augustus 1945) was een Belgisch lid van het Waals Parlement.

## Levensloop
Ancion werd beroepshalve dierenarts en vestigde zijn praktijk in Sprimont. In 1976 werd hij verkozen tot PRL-gemeenteraadslid van de gemeente en van 1977 tot 1994 was hij er schepen. Van 1995 tot 2017 was hij burgemeester van de gemeente als opvolger van Georges Flagothier. In 2017 verliet hij de gemeentepolitiek van Sprimont.
Van juli 1999 tot juli 2004 was hij voor de Mouvement Réformateur lid van het Waals Parlement en van het Parlement van de Franse Gemeenschap. In het Waals Parlement was hij tevens voorzitter van de Commissie-Landbouw. Van oktober 2004 tot aan de verkiezingen van juni 2009 was hij opnieuw lid van beide parlementen ter opvolging van Michel Foret. Bij de verkiezingen van 2009 was hij geen kandidaat meer.